# Gislemar
Gislemar, Ghislemar, Giselmar o Gistemar († 685) fou un majordom de palau de Nèustria del 684 al 685 sota Teodoric III. Era fill del majordom de palau Warattó i d'Ansefleda.

## Biografia
El 681 el majordom del palau Ebroí fou assassinat per Ermenfred, un funcionari del fisc, que va fugir amb els seus béns i es va refugiar a la cort de l'Austràsia. Els grans del regne de Nèustria es reuniren i van escollir com a successor d'Ebroí a un parent de nom Warattó, un senyor de feble poder, per tal de conservar la seva independència. Era tanmateix un important propietari predial a la regió de Rouen. De manera normal la llei franca preveia la venjança de l'homicidi del seu predecessor, el que significava atacar Austràsia, que protegia l'homicida, però Warattó va preferir fer la pau amb aquest regne governat pel majordom del palau Pipí d'Héristal. La situació era bastant delicada, ja que els dos regnes bé que governats per dos majordoms del palau sovint enemics, tenien llavors el mateix rei, Teodoric III. La pau decidida no va complaure a tots els nobles, i l'oposició es va reagrupar al voltant de Gislemar, el fill de Warrató, que va enderrocar al seu pare el 683. Gislemar va atacar l'Austràsia i va derrotar a Pipí prop de Namur el 684, però va morir poc després i Warattó va tornar al poder